# Bistcho Lake 213
Bistcho Lake 213 är ett reservat i Kanada.   Det ligger i provinsen Alberta, i den centrala delen av landet, 3 200 km väster om huvudstaden Ottawa.
I omgivningarna runt Bistcho Lake 213 växer i huvudsak barrskog. Trakten runt Bistcho Lake 213 är nära nog obefolkad, med mindre än två invånare per kvadratkilometer.